# Mighty Final Fight
Mighty Final Fight es un juego de acción beat-'em-up, desarrollado por Capcom para Nintendo Entertainment System en 1993. Basado en el arcade de 1989 Final Fight, aunque no es exactamente una migración del original. El mismo fue trasladado a SNES anteriormente. Sin embargo, al contrario de la versión de arcade o SNES, los gráficos de los personajes poseen un estilo infantil.
Este juego aparece también en el recopilatorio Capcom Classics Mini-Mix para la consola portátil Game Boy Advance.
- Datos: Q1977905